# Eneruo
Eneruo (auch: Eniiro Island) ist eine Insel des Kwajalein-Atolls in der Ralik-Kette im ozeanischen Staat der Marshallinseln (RMI).

## Geographie
Das Motu liegt im südwestlichen Saum des Atolls an der Nell Passage zwischen Ennumet im Westen und Jiee im Osten. Die Insel ist an der Nell Passage zum Innern der Lagune hin versetzt. Gegenüber der Passage im Osten liegt Bikennel.

## Klima
Das Klima ist tropisch heiß, wird jedoch von ständig wehenden Winden gemäßigt. Ebenso wie die anderen Orte der Kwajalein-Gruppe wird Eneruo gelegentlich von Zyklonen heimgesucht.